# Denis
Denis je moško osebno ime.

## Izvor imena
Ime Denis je po poreklu francoska oblika latinskega Dionisius, slovensko Dioniz, Dionizij. Francoska ženska oblika tega imena pa je Denise.

## Različice imena
- moške različice imena: Den, Deni, Deniz, Denko, Denčo, Denčko
- ženske različice imena: Denis, Denisa

## Tujejezikovne oblike imena
- pri Angležih, Dancih, Nemcih, Nizozemcih, Švedih: Dennis
- pri Francozih, Čehih, Slovakih, Hrvatih, Srbih: Denis
- pri Rusih: Денис

## Pogostost imena
Po podatkih Statističnega urada Republike Slovenije je bilo na dan 31. decembra 2007 v Sloveniji število moških oseb z imenom Denis: 4.982. Med vsemi moškimi imeni pa je ime Denis po pogostosti uporabe uvrščeno na 50. mesto.

## Osebni praznik
V koledarju je ime  Denis zapisano skupaj z Dionizom; god praznuje 9. oktobra (Denis, prvi pariški škof in mučenec, † 9. okt. 285).